# 208 a.C.
Il 208 a.C. (CCVIII a.C. in numeri romani) è un anno  del III secolo a.C.

## Eventi
- Seconda guerra punica: Publio Cornelio Scipione l'africano sconfigge il fratello di Annibale, Asdrubale Barca nella battaglia di Baecula, in Spagna. In seguito alla sconfitta, Asdrubale attraversa i Pirenei con le sue truppe e con l'intento di unirsi al fratello Annibale in Italia.
- Il generale cinese Zhang Han pacifica una ribellione popolare guidata da Chen Sheng e Wu Guang, quindi inizia l'assedio della città di Julu.
- Antioco III il Grande sconfigge un esercito del Regno greco-battriano nella battaglia dell'Ario.

## Morti
- Tito Quinzio Peno Capitolino Crispino, politico romano
- Li Si, politico cinese (n. 280 a.C.)
- Marco Claudio Marcello, politico e generale romano
- Xiang Liang, militare e condottiero cinese